# Cholesin
Cholesin ist ein Protein, das beim Menschen durch das CHLSN-Gen kodiert wird. Im Jahr 2024 entdeckte man seine Bedeutung als ein Hormon, das an der Regulation des Fettstoffwechsels bei Säugetieren beteiligt ist und bei gesunden Menschen den Cholesterinanteil im Blut senkt.

## Wirkungsweise
Wenn Säugetiere durch die Nahrung genügend Cholesterin aufnehmen, schüttet ihr Darm das Hormon Cholesin aus, das via Blut zur Leber gelangt und dort die körpereigene Cholesterinproduktion stoppt. So schafft der gesunde Körper es zu verhindern, dass neues Cholesterin aufgebaut wird, wenn über die Nahrung bereits genügend hohe Cholesterinmengen aufgenommen wurden.

## Genetik
Das humane CHLSN-Gen (vormals C7orf50), das für Cholesin kodiert, ist auf Chromosom 7 lokalisiert (7p22.3).

## Entdeckung
Das Hormon Cholesin wurde erst 2024 vom chinesischen Forscherteam um Xiaoli Hu entdeckt und im Fachjournal Cell publiziert. Dass es als wichtiger Regulator des Fettkreislaufs lange übersehen wurde, überraschte viele Experten. Gegenwärtig wird darüber nachgedacht, das Hormon für die klinische Anwendung als cholesterinsenkendes Medikament zu nutzen.